# Церетели, Георгий Васильевич
Гео́ргий Васи́льевич Церете́ли (груз. გიორგი ვასილის ძე წერეთელი, 8 (21) октября 1904 года, Тианети, Тифлисская губерния — 9 сентября 1973 года, Тбилиси) — советский лингвист-арабист, основатель грузинской научной школы востоковедения, основатель восточного факультета Тбилисского государственного университета (ТГУ), основатель и первый директор Института востоковедения АН Грузинской ССР, академик АН Грузинской ССР, заслуженный деятель науки Грузинской ССР, доктор филологических наук, профессор. Действительный член АН СССР (1968).

## Биография
Георгий Церетели родился в 1904 году, в посёлке Тианети (Восточная Грузия). Его отец, князь Василий Церетели (1862—1937) был известным грузинским врачом, журналистом и меценатом, а дядя Михаил Церетели (1878—1965) — выдающимся историком.
В 1927 году Церетели окончил ТГУ. В 1928—1931 годах был аспирантом АН СССР, в 1931—1933 годах — доцентом Ленинградского государственного института живых восточных языков.
В 1933—1973 годах он был помощником профессора (1933—1942) и профессором (1942—1973) в Тбилисском государственном университете. В 1933—1937 годах — старший научный сотрудник Государственного музея Грузии. В 1940—1960 годах Церетели был заведующим кафедрой восточных языков в Институте языкознания Академии наук Грузии. В 1942 году он получил степень доктора филологических наук и учёное звание профессора.
В 1945 году Церетели был одним из основателей факультета востоковедения ТГУ, в 1945—1973 годах заведующим кафедрой семитологии этого факультета.
В 1946 году он был избран академиком (действительным членом) Академии наук Грузинской ССР. В 1957—1967 годах он был академиком-секретарём (председателем), Департамента по социальным наукам ГАН, в 1967—1970 годах вице-президентом ГАН, в 1970—1973 годах членом Президиума академии.
В 1960 году Церетели основал Институт востоковедения ГАН. В 1960—1973 годах он был первым директором этого института.
В 1968 году Церетели был избран академиком Академии наук СССР. Он был также почётным членом Королевского азиатского общества Великобритании и Ирландии (1964) и почётным членом Общества востоковедов Польши (1966). Виктор Самуилович Храковский вспоминал, что когда Церетели "выдвинули в Академию, он сказал, что не будет баллотироваться, пока членом Академии не станет Виктор Максимович Жирмунский. И сдержал свое слово: баллотировался, только когда Жирмунский стал академиком". 
Георгий Церетели умер в 1973 году в Тбилиси. Он похоронен в саду Тбилисского государственного университета.

## Деятельность
Основные направления научной деятельности Георгия Церетели были:
- арабские диалекты Центральной Азии,
- арабское языкознание и фольклор,
- исследования в области иврита и арамейского языка,
- история языков Ближнего Востока,
- история систем письма,
- история грузинского письма,
- источники по исследованию истории Грузии и Кавказа,
- руствелология,
- вопросы теоретической лингвистики.

Церетели является автором 100 важных научно-исследовательских работ и 10 монографий.

## Некоторые из основных научных работ
- «Урартские надписи из Государственного музея Грузии» (монография), Тбилиси, 1939, (на грузинском, русском и английском языках).
- «Армазская надпись периода Митридата Иберийского», Труды XXV Международного конгресса востоковедов, Москва, 1962, (на русском языке, английское резюме).
- «Двуязычная надпись из Армази» (монография), Тбилиси, 1941, (на русском языке, английское резюме).
- «Арабские диалекты Центральной Азии. Бухарский диалект» (монография), Тбилиси, 1956, (на русском языке, английское резюме).
- «Древние грузинские надписи из Палестины» (монография), Тбилиси, 1960, (на грузинском и английском языках).
- "Метр и рифма в поэме Шоты Руставели «Витязь в тигровой шкуре» (монография), под редакцией Г. В. Церетели, Тбилиси, 1973, (на грузинском языке).
- «The influence of the Tajik language on the vocalism of Central Asian Arabic dialects» (« Влияние на вокализмы таджикского языка центрально-азиатских арабских диалектов») , BSOAS, vol. XXXIII, Part 1, London, 1970.
- «The Verbal Particle m/mi in Bukhara Arabic», «Folia Orientalia», vol. XII, 1970